# Kim Ki-duk
Kim Ki-duk (korejsky 김기덕 nebo 金基德, českým přepisem Kim Ki-dok; 20. prosince 1960 Ponghwa, Jižní Korea – 11. prosince 2020 Riga, Lotyšsko) byl jihokorejský filmový režisér. Za své filmy získal ceny na festivalech v Benátkách (2004, 3-iron, cena FIPRESCI, Malý zlatý lev), Berlíně (2004, Samaritánka, Stříbrný medvěd za režii), Locarnu (2003, Jaro, léto, podzim, zima… a jaro, několik různých cen), San Sebastianu (2003, Jaro, léto, podzim, zima… a jaro, cena publika; 2005, 3-iron, cena FIPRESCI) a Karlových Varech (2002, He anson, cena FIPRESCI).

## Život
Narodil se 20. prosince 1960 v okrese Ponghwa v provincii Kjongsangbuk-do. Když mu bylo devět, přestěhovala se jeho rodina do Soulu, kde studoval zemědělskou školu. V sedmnácti letech ze školy odešel a začal pracovat v továrnách. Mezi lety 1980 a 1985 sloužil u námořní pěchoty, další dva roky strávil v kostele pro zrakově postižené, uvažuje o možnosti stát se knězem.
V roce 1990 koupil letenku do Paříže, kde dva roky na ulicích prodával své obrazy. V Paříži také poprvé navštívil kino, kde jej podle vlastních slov zaujaly zejména filmy Mlčení jehňátek a Milenci z Pont-Neuf. Po návratu do Koreje své nové zaujetí pro film ventilovat psaním scénářů do místních soutěží. Roku 1993 vyhrál hlavní cenu Vzdělávacího institutu pro scenáristiku za scénář Malíř a zločinec odsouzený k smrti. O rok později vyhrál třetí cenu v soutěži Korejské filmové rady za scénář Dvojí expozice a v roce 1995 první cenu v téže soutěži za Jaywalking.
V roce 1996 debutoval režií nízkorozpočtového filmu Krokodýl o muži žijícím v Soulu na břehu řeky Han, který zachrání ženu pokoušející se o sebevraždu. Posléze ji zneužívá a vyvine se mezi nimi podivný vztah. Film se promítal na filmovém festivalu v Pusanu, který tak pomohl odstartovat Kimovu mezinárodní kariéru.
Od té chvíle natáčel dva nízkorozpočtové filmy ročně a získal si reputaci rychlého a efektivního tvůrce. Jeho třetí film Modrá brána se promítal v Karlových Varech.
Zásadní průlom přinesl Ostrov, vybraný v roce 2000 do soutěže Benátského filmového festivalu. Tam získal reputaci kontroverzního a šokujícího díla, když při sledování scény zahrnující rybářské háčky omdlela italská novinářka. Přestože film neobdržel žádnou cenu poroty, Kim Ki-duk díky němu vešel ve známost v evropských kruzích.
V následujících letech byly jeho filmy dále přijímány na známé festivaly (Address Uknown se promítal v Benátkách, Bad Guy v Berlíně). Bad Guy se také stal režisérovým prvním komerčním hitem. V dalším snímku He anson hrál známý korejský herec Jang Dong-gun (jediná hvězda obsazená do Kimova filmu), dílo ale nedostálo očekáváním.
S devátým, buddhisticky zaměřeným Jaro, léto, podzim, zima... a jaro přišel výrazný posun v Kimově tvorbě. Přestože se dále soustřeďoval na postavy na okraji společnosti, začínal zdůrazňovat témata vykoupení a odpuštění a ve filmech se objevovalo méně násilí. Mírnější styl filmů se setkal v zahraničí s úspěchem: v roce 2004 obdržel Kim Ki-duk cenu za režii v Berlíně za Samaritánku a v Benátkách za 3-iron. Natáčení obou filmů trvalo přibližně dva týdny.
Zemřel 11. prosince 2020 v nemocnici v lotyšské Rize na komplikace spojené s onemocněním covid-19, když se chystal koupit dům v Jürmale.

## Filmografie
Za jeho podstatné filmařské kvality bývá zpravidla považován talent na působivé záběry a schopnost tvořit poutavé příběhy téměř bez dialogů. Obě tyto vlastnosti jeho dílo zpřístupňují mezinárodnímu publiku. Přestože se v pozdějších letech dříve negativní vnímání u korejské kritiky zlepšilo, jsou názory stále značně rozpolcené, zejména kvůli jeho zobrazování ženských postav. Kim Ki-duk se ale v každém případě stal jedním z nejslavnějších a nejvýraznějších korejských režisérů.
- 1996 – Krokodýl (Ag-o)
- 1996 – Wild Animals (Yasaeng dongmul bohoguyeog)
- 1998 – Modrá brána (Paran daemun)
- 2000 – Ostrov (Seom)
- 2000 – Real Fiction (Shilje sanghwang)
- 2001 – Address Uknown (Suchwiin bulmyeong)
- 2001 – Bad Guy (Nabbeun namja)
- 2002 – He anson (Hae anseon)
- 2002 – Real Fiction (Shilje sanghwang)
- 2003 – Jaro, léto, podzim, zima... a jaro (Bom yeoreum gaeul gyeoul geurigo bom)
- 2004 – 3-iron (Bin-jip)
- 2004 – Samaritánka (Samaria)
- 2005 – Luk (Hwal)
- 2006 – Čas (Shi gan)
- 2007 – Dech (Soom)
- 2008 – Sen (Bimong)
- 2011 – Amen (Ahmen)
- 2011 – Arirang (Arirang)
- 2012 – Pieta (Pieta)